# Chiché (Guatemala)
Chiché è un comune del Guatemala facente parte del dipartimento di Quiché.